# آپارنا نانچرلا
آپارنا نانچرلا (انگلیسی: Aparna Nancherla؛ زادهٔ ۲۲ اوت ۱۹۸۲) کمدین، بازیگر تلویزیون، فیلم‌نامه‌نویس و صداپیشه اهل ایالات متحده آمریکا است.
از فیلم‌ها یا برنامه‌های تلویزیونی که وی در آن نقش داشته‌است می‌توان به یک لطف ساده اشاره کرد.